# Thomisidae
I tomisidi (Thomisidae Sundevall, 1833) sono una famiglia di ragni appartenente all'infraordine Araneomorphae.

## Descrizione
Sono detti comunemente ragni-granchio, (in inglese crab spiders) in primo luogo per la somiglianza fisica in quanto hanno le due paia anteriori di zampe allargate verso l'esterno come le chele di un granchio; in secondo luogo per la forma del corpo appiattita e spesso spigolosa, e inoltre per la capacità che hanno di camminare di lato e anche all'indietro. Vengono anche chiamati ragni dei fiori perché l'habitat principale è nei fiori, o sotto le corolle, dei prati e dei giardini di tutto il mondo.
Le misure variano da 4 a 14 millimetri. Hanno un addome breve spesso troncato all'estremità e il carapace tondeggiante. Le prime due paia di arti servono per la caccia e sono forti, più grandi e spinose, mentre le altre due paia sono più piccole e prettamente legate alla deambulazione. I colori possono essere svariati come bianco, rosa, giallo, adatti per mimetizzarsi sui fiori dove cacciano; alcune specie possono cambiare colore.
La loro vista è eccellente, comparabile a quella dei Salticidae. Normalmente hanno due grandi occhi in vista frontale e altri sei più piccoli in vista laterale su due file fino a coprire un campo visivo di 360°.

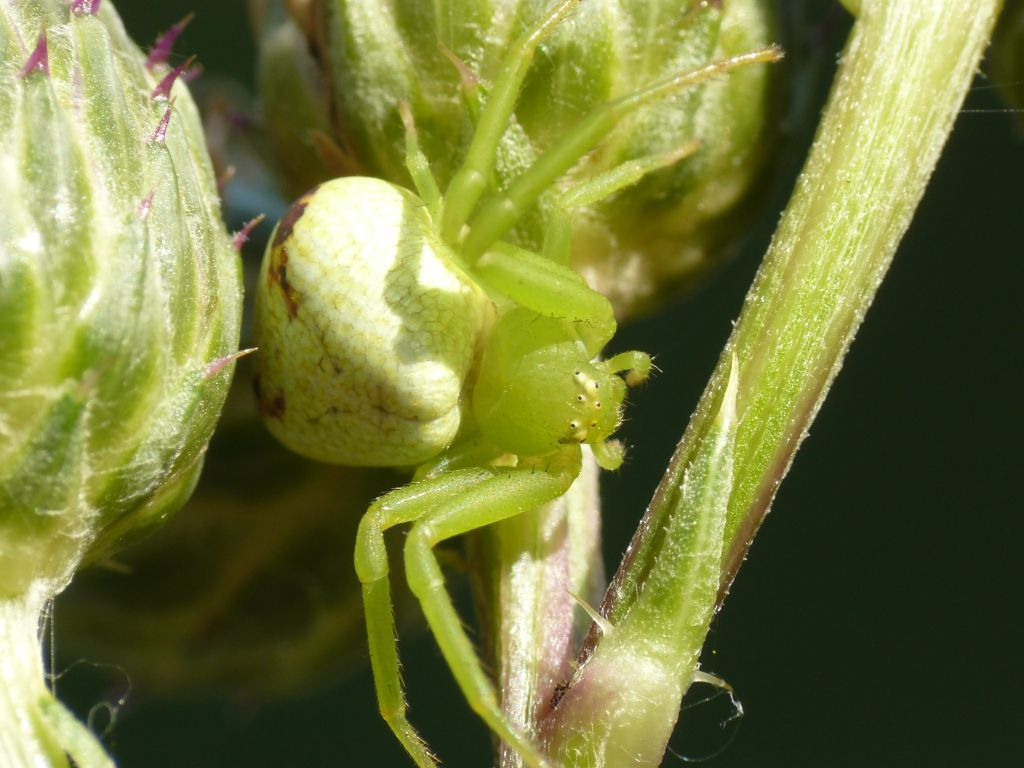
Misumena vatia, pronta allo scatto

Sono capaci di uccidere le api con la loro forza e si nutrono anche del nettare dei fiori e di altri insetti più piccoli di loro. Le femmine hanno il torace rosa, mentre i maschi l'hanno marrone. Si trovano nei boschi, nei giardini e nelle coltivazioni. Sono più frequenti in primavera e in estate, nascosti nelle corolle dei fiori o negli alberi e arbusti.

## Etologia
Questi ragni non costruiscono ragnatele per intrappolare la preda, ma sono cacciatori e tendono agguati. È tipico di varie specie appostarsi sulle foglie, nei fiori o sotto di essi e all'avvicinarsi di un insetto, scattare, afferrarlo con le zampe e immobilizzarlo con un morso velenoso. Questo tipo di attacco risulta estremamente efficiente. Ben poche prede riescono a divincolarsi e fuggire quando le zampe anteriori si chiudono sul collo e sull'attaccatura delle ali del malcapitato insetto.

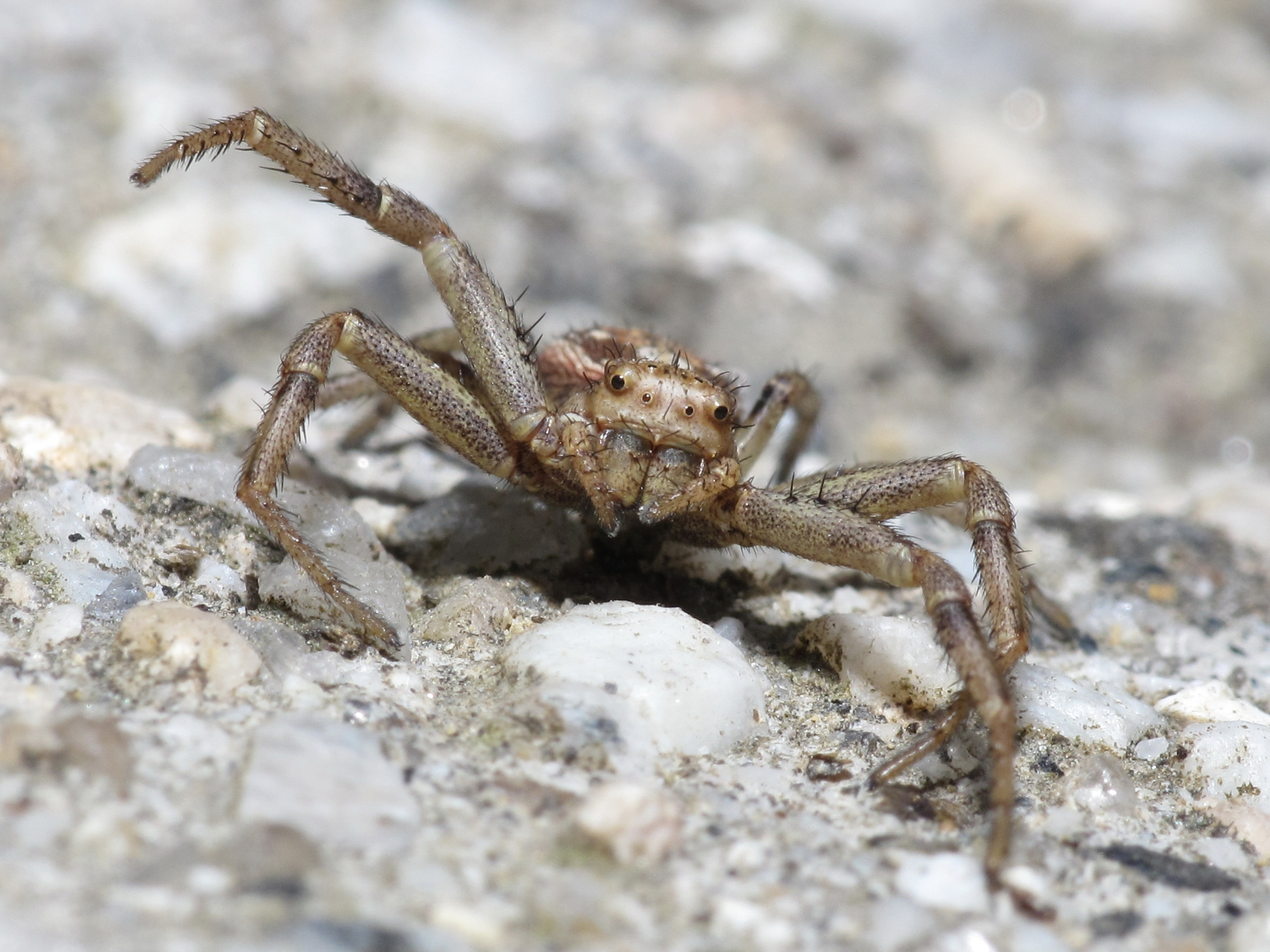
Xysticus cristatus, Galizia (Spagna)

In ciò alcuni di loro, come la Misumena vatia, sono facilitati dalla possibilità di variare il colore del proprio corpo mimetizzandosi perfettamente al fiore ospitante; gli Xysticus, invece, si appostano fra le foglie e i rametti. Non è molto chiaro se si tratta di mimetismo vero e proprio, o piuttosto un adattamento al periodo di fioritura di determinate specie di piante: ad esempio sui cardi e sui papaveri, appena cambiano colore e col passare del tempo ingialliscono, i ragni ospiti scendono dalla pianta e ne vanno a cercare un'altra che è in procinto di fiorire.
La tipologia di preda comprende qualsiasi insetto osi avvicinarsi ai fiori: annoverano fra esse anche Xylocopa (grosse api nerastre con ali iridescenti) e cavallette lunghe oltre 4 centimetri.
Se riescono a prendere più prede di quante ne possano suggere, le conservano nei pressi del luogo di appostamento.

### Riproduzione
Le uova vengono attaccate alle piante in un piccolo astuccio piatto e la femmina le sorveglia fino alla morte. Come per altre famiglie di ragni, i piccoli, già dalla nascita fanno lavoro di gruppo: se una preda capita nelle vicinanze del nido l'assaltano in massa e la divorano. Poi, poco tempo dopo la prima muta, nelle ore più calde della giornata salgono sulla parte più alta dell'arbusto e, secreto un sottilissimo filo, alla prima corrente d'aria si lasciano trasportare verso altri lidi, abbandonando il nido natìo per sempre.

### Veleno
I Thomisidae non sono nocivi per gli esseri umani. Diversamente, gli appartenenti al genere Sicarius, della famiglia Sicariidae, di dimensioni maggiori e designati anch'essi a volte come ragni-granchio, hanno un morso abbastanza velenoso.

## Distribuzione e habitat
Sono ragni diffusi in tutto il mondo.

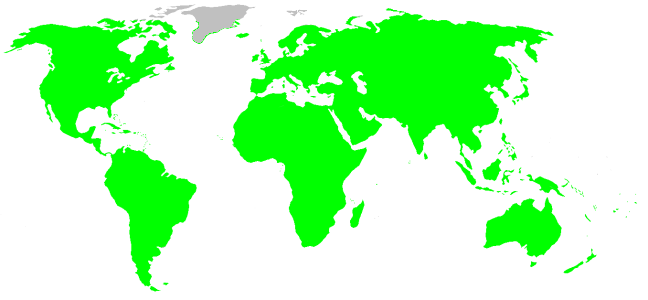
Thomisidae, distribuzione

## Tassonomia
La famiglia Aphantochilidae fu incorporata nei Thomisidae solo nei tardi anni ottanta del secolo scorso: Aphantochilus è il nome del genere che preda esclusivamente formiche cefalotine, dette così in quanto le loro valve proventricolari sono sclerotizzate.
Attualmente, a novembre 2020, si compone di 169 generi e 2150 specie; per la suddivisione in sottofamiglie si segue la classificazione adottata dall'entomologo Joel Hallan:
- Aphantochilinae Thorell, 1873[4] (2 generi)
- Bominae Ono, 1984 (9 generi)
- Dietinae Simon, 1895 (32 generi)
- Stephanopinae O. P.-Cambridge, 1871 (33 generi)
- Stiphropodinae Simon, 1886 (3 generi)
- Strophiinae Simon, 1895 (8 generi)
- Thomisinae Sundevall, 1833 (70 generi)
- incertae sedis (12 generi)

### Generi in ordine alfabetico
Di seguito l'elenco dei 169 generi in ordine alfabetico:
1. Acentroscelus Simon, 1886 - Brasile, Perù, Argentina, Guyana, Guyana francese
2. Acrotmarus Tang & Li, 2012 - Cina
3. Alcimochthes Simon, 1885 - Vietnam, Cina, Taiwan, Singapore, Giappone
4. Amyciaea Simon, 1885 - India, Australia, Sierra Leone, Vietnam, Nuova Guinea, dalla Cina alla Malesia, Costa d'Avorio, Singapore, Sumatra
5. Angaeus Thorell, 1881 - Cina, Borneo, Vietnam, India, isole Andamane, Singapore, Sumatra
6. Ansiea Lehtinen, 2005 - Africa, Arabia Saudita
7. Aphantochilus O. P.-Cambridge, 1870 - America meridionale e centrale (Argentina, Brasile, Venezuela, Perù, Panama, Paraguay)
8. Apyretina Strand, 1929 - Madagascar
9. Australomisidia Szymkowiak, 2014 - Queensland, Victoria, Nuovo Galles del Sud, Tasmania
10. Avelis Simon, 1895 - Sudafrica
11. Bassaniana Strand, 1928 - regione olartica, prevalentemente America settentrionale
12. Bassaniodes Pocock, 1903 - isola di Socotra (Oceano Indiano)
13. Boliscus Thorell, 1891 - Sri Lanka, Nuova Caledonia, Cina e dal Myanmar al Giappone
14. Bomis L. Koch, 1874 - India, Australia occidentale, Queensland
15. Bonapruncinia Simon, 1886 - Brasile, Perù, Argentina, Guyana, Guyana francese
16. Boomerangia Szymkowiak, 2014 - Queensland
17. Borboropactus Simon, 1884 - Sudafrica, Cina, Nuova Guinea, Filippine, Giava, Malesia
18. Bucranium O. P.-Cambridge, 1881;[5] - Venezuela, Guyana, Peru, Brazil, Paraguay, Messico, Cuba, Guatemala
19. Camaricus Thorell, 1887 - India, Africa centrale, orientale e meridionale, Nuova Caledonia, Filippine, Sumatra, Cina, Vietnam, Etiopia
20. Carcinarachne Schmidt, 1956 - Ecuador
21. Cebrenninus Simon, 1887 - Sumatra, Giava, Borneo, Filippine, Thailandia, Cina
22. Ceraarachne Keyserling, 1880 - Brasile, Colombia
23. Cetratus Kulczyński, 1911 - Nuova Guinea
24. Coenypha Simon, 1895 - Cile
25. Coriarachne Thorell, 1870 - regione paleartica, USA, Canada, Alaska, Vietnam
26. Corynethrix L. Koch, 1876 - Queensland, Nuovo Galles del Sud
27. Cozyptila Lehtinen & Marusik, 2005 - Turchia, Asia centrale, Ucraina, Russia
28. Crockeria Benjamin, 2016 - Borneo, Sumatra
29. Cymbacha L. Koch, 1874 - Queensland, Nuovo Galles del Sud, Nuova Guinea, Tasmania, Sri Lanka[6]
30. Cymbachina Bryant, 1933 - Nuova Zelanda
31. Cynathea Simon, 1895 - Africa occidentale, Gabon, Angola
32. Cyriogonus Simon, 1886 - Madagascar
33. Deltoclita Simon, 1887 - Brasile, Perù
34. Demogenes Simon, 1895 - Nuova Guinea, isole Andamane
35. Diaea Thorell, 1869 - regione paleartica, Giava, Sumatra, Africa, Australia, Polinesia, Colombia, Nuova Guinea, USA, Madagascar, Celebes, Yemen
36. Dietopsa Strand, 1932 - India
37. Dimizonops Pocock, 1903 - Socotra
38. Diplotychus Simon, 1903 - Madagascar
39. Domatha Simon, 1895 - Filippine, Nuova Guinea
40. Ebelingia Lehtinen, 2005 - Cina, Corea, Giappone, Russia
41. Ebrechtella Dahl, 1907 - regione paleartica
42. Emplesiogonus Simon, 1903 - Madagascar
43. Epicadinus Simon, 1895 - Brasile, Messico, Perù, Paraguay, Guyana francese, Bolivia
44. Epicadus Simon, 1895 - Brasile, Costarica, Argentina, Uruguay
45. Epidius Thorell, 1877 - Africa occidentale, Congo, Guinea, Cina, India, Giava, Sumatra, Filippine, Vietnam
46. Erissoides Mello-Leitão, 1929 - Brasile, Argentina
47. Erissus Simon, 1895 - Brasile, Perù, Venezuela
48. Felsina Simon, 1895 - Africa occidentale
49. Firmicus Simon, 1895 - Africa, Spagna, Francia, Israele, Vietnam, isole Seychelles
50. Geraesta Simon, 1889 - Madagascar, Tanzania
51. Gnoerichia Dahl, 1907 - Camerun
52. Haedanula Caporiacco, 1941 - Etiopia
53. Haplotmarus Simon, 1909 - Vietnam
54. Hedana L. Koch, 1874 - Nuova Guinea, Malesia, Giava, Sumatra, Myanmar, Australia centrale, Nuovo Galles del Sud, isole Tonga
55. Henriksenia Lehtinen, 2005 - Asia orientale, Asia sudorientale e Nuova Guinea
56. Herbessus Simon, 1903 - Madagascar
57. Heriaesynaema Caporiacco, 1939 - Etiopia
58. Heriaeus Simon, 1875 - regione paleartica, Africa
59. Heterogriffus Platnick, 1976 - Congo, Uganda, Angola
60. Hewittia Lessert, 1928 - Congo
61. Hexommulocymus Caporiacco, 1955 - Venezuela
62. Holopelus Simon, 1886 - Africa centrale e meridionale, India, Sumatra, isola di Bioko, Sri Lanka
63. Ibana Benjamin, 2014 - Borneo
64. Indosmodicinus Sen, Saha & Raychaudhuri, 2010 - Cina, India
65. Indoxysticus Benjamin & Jaleel, 2010 - India
66. Iphoctesis Simon, 1903 - Madagascar
67. Isala L. Koch, 1876 - Australia
68. Isaloides F. O. P.-Cambridge, 1900 - Messico, Panama, Cuba, Hispaniola
69. Lampertia Strand, 1907 - Madagascar
70. Latifrons Kulczyński, 1911 - Nuova Guinea
71. Ledouxia Lehtinen, 2005 - Isole Mauritius, Isola Réunion
72. Leroya Lewis & Dippenaar-Schoeman, 2014 - Congo, Costa d'Avorio, Ruanda, Uganda e Sierra Leone
73. Loxobates Thorell, 1877 - Cina, India, Filippine, Myanmar, Giappone, Celebes, Bhutan, Malesia
74. Loxoporetes Kulczyński, 1911 - Nuova Guinea, Territorio del Nord (Australia)
75. Lycopus Thorell, 1895 - Nuova Guinea, India, Myanmar, Cina, isole Molucche, Singapore
76. Lysiteles Simon, 1895 - Cina, Russia, Corea, Giappone, India, Nepal, Bhutan, Taiwan, Filippine, Pakistan
77. Massuria Thorell, 1887 - India, Cina, Myanmar, Giappone
78. Mastira Thorell, 1891 - Filippine, Taiwan, India, Arcipelago delle Molucche
79. Mecaphesa Simon, 1900 - America settentrionale e centrale, isole Hawaii, isole Galapagos, isole Juan Fernandez
80. Megapyge Caporiacco, 1947 - Guyana
81. Metadiaea Mello-Leitão, 1929 - Brasile
82. Micromisumenops Tang & Li, 2010 - Cina
83. Misumena Latreille, 1804 - regione olartica, Brasile, Perù, Cuba, Messico, Giava, Kenya, Angola, Guyana francese, Nuova Guinea, Vietnam, Filippine, Argentina
84. Misumenoides F. O. P.-Cambridge, 1900 - America settentrionale, centrale e meridionale, India
85. Misumenops F. O. P.-Cambridge, 1900 - America settentrionale, centrale e meridionale, Africa, Cina, Uzbekistan, isole Capo Verde, Borneo, Filippine, Asia centrale
86. Misumessus Banks, 1904 - dal Canada al Guatemala, isola di Saint Vincent
87. Modysticus Gertsch, 1953 - USA, Messico
88. Monaeses Thorell, 1869 - Africa occidentale e meridionale, Filippine, Giappone, Nepal, Sri Lanka, Myanmar, Cina, Grecia, Turchia, Israele, Europa
89. Musaeus Thorell, 1890 - Sumatra
90. Mystaria Simon, 1895 - Africa occidentale, Sierra Leone
91. Narcaeus Thorell, 1890 - Giava
92. Nyctimus Thorell, 1877 - Sumatra, Celebes
93. Ocyllus Thorell, 1887 - Myanmar
94. Onocolus Simon, 1895 - Brasile, Perù, Guyana, Paraguay, Venezuela
95. Ostanes Simon, 1895 - Africa occidentale
96. Oxytate L. Koch, 1878 - Africa centrale, occidentale, orientale e meridionale, India, Cina, Australia occidentale, Myanmar, Bhutan, isole Andamane, Giappone, Corea, Taiwan
97. Ozyptila Simon, 1864 - tutti i continenti, ad eccezione dell'America centromeridionale
98. Pactactes Simon, 1895 - Africa occidentale, centrale e meridionale
99. Pagida Simon, 1895 - Sri Lanka, Sumatra
100. Parabomis Kulczynski, 1901 - Africa orientale, Namibia, Etiopia
101. Parasmodix Jézéquel, 1966 - Costa d'Avorio
102. Parastrophius Simon, 1903 - Camerun, Guinea equatoriale, Pakistan
103. Parasynema F. O. P.-Cambridge, 1900 - dal Messico ad El Salvador
104. Pasias Simon, 1895 - India, Filippine
105. Pasiasula Roewer, 1942 - isola di Bioko (golfo di Guinea)
106. Phaenopoma Simon, 1895 - Senegal, Sierra Leone, Sudafrica
107. Pharta Thorell, 1891 - Cina, Myanmar, Malesia, Singapore
108. Pherecydes O. P.-Cambridge, 1883 - Africa occidentale e meridionale, Tunisia
109. Philodamia Thorell, 1894 - Singapore, Cina, Myanmar, Bhutan
110. Philogaeus Simon, 1895 - Brasile, Cile
111. Phireza Simon, 1886 - Brasile
112. Phrynarachne Thorell, 1869 - Myanmar, Cina, Sri Lanka, Taiwan, Giappone, Madagascar, Giava, Cambogia, Etiopia, Corea, Costa d'Avorio
113. Physoplatys Simon, 1895 - Paraguay
114. Pistius Simon, 1875 - regione paleartica, India
115. Plastonomus Simon, 1903 - Madagascar
116. Platyarachne Keyserling, 1880 - Argentina, Brasile, Perù, Guyana francese
117. Platythomisus Doleschall, 1859 - Africa meridionale, orientale, Guinea, Congo, Costa d'Avorio, Giava, Sumatra, India
118. Poecilothomisus Simon, 1895 - Australia settentrionale
119. Porropis L. Koch, 1876 - Queensland, Nuova Guinea, Angola
120. Prepotelus Simon, 1898 - isole Mauritius, isola Réunion
121. Psammitis Menge, 1876 - Regione paleartica
122. Pseudamyciaea Simon, 1905 - Giava
123. Pseudoporrhopis Simon, 1886 - Madagascar
124. Pycnaxis Simon, 1895 - Filippine
125. Pyresthesis Butler, 1879 - Guyana, Madagascar
126. Reinickella Dahl, 1907 - Giava
127. Rejanellus Lise, 2005 - Cuba, Hispaniola, Porto Rico
128. Rhaebobates Thorell, 1881 - Nuova Guinea
129. Runcinia Simon, 1875 - regione paleartica, Africa, India, Pakistan, Timor, Bangladesh, Myanmar, Giava, Sudafrica, Nuova Guinea, Australia, Paraguay
130. Runcinioides Mello-Leitão, 1929 - Brasile, Guyana francese
131. Saccodomus Rainbow, 1900 - Nuovo Galles del Sud
132. Scopticus Simon, 1895 - Giava
133. Sidymella Strand, 1942 - Brasile, Nuova Zelanda, Queensland, Australia occidentale, Victoria, Colombia, Argentina, Nuovo Galles del Sud, Uruguay
134. Simorcus Simon, 1895 - Africa centrale, occidentale e meridionale (Congo, Namibia, Botswana, Zimbabwe, Guinea, Sudafrica, Tanzania), Cina, Yemen
135. Sinothomisus Tang et al., 2006 - Cina
136. Smodicinodes Ono, 1993 - Cina, Thailandia, Malesia
137. Smodicinus Simon, 1895 - Africa occidentale e meridionale
138. Soelteria Dahl, 1907 - Madagascar
139. Spilosynema Tang & Li, 2010 - Cina
140. Spiracme Menge, 1876 - Regione paleartica
141. Stephanopis O. P.-Cambridge, 1869 - Brasile, Australia, Nuova Guinea, Cile, Tasmania, Panama, Congo, isole Figi, Nuove Ebridi, Madagascar, Colombia
142. Stephanopoides Keyserling, 1880 - Brasile, Panama, Argentina, Guyana, Perù, Bolivia
143. Stiphropella Lawrence, 1952 - Sudafrica
144. Stiphropus Gerstäcker, 1873 - Africa meridionale, orientale ed occidentale, Congo, Costa d'Avorio, Guinea-Bissau, Asia centrale, India, Cina, Filippine, Nepal, Myanmar
145. Strigoplus Simon, 1885 - India, Cina, Malesia, Bhutan, Giava
146. Strophius Keyserling, 1880 - Brasile, Guyana, Panama, Costarica, Perù, Paraguay, Messico
147. Sylligma Simon, 1895 - Etiopia, Sierra Leone, Congo, Guinea, Mozambico, Ruanda, Botswana, Sudafrica, Nigeria
148. Synaemops Mello-Leitão, 1929 - Brasile, Argentina
149. Synalus Simon, 1895 - Nuovo Galles del Sud, Tasmania
150. Synema Simon, 1864 - cosmopolita
151. Tagulinus Simon, 1903 - Vietnam
152. Tagulis Simon, 1895 - Sierra Leone, Sri Lanka
153. Talaus Simon, 1886 - Cina, Myanmar, Sri Lanka, India, Sumatra, Bhutan, Vietnam, Giava
154. Tarrocanus Simon, 1895 - Sri Lanka, Pakistan
155. Taypaliito Barrion & Litsinger, 1995 - Filippine
156. Tharpyna L. Koch, 1874 - Queensland, Nuovo Galles del Sud, Australia occidentale, India, Giava
157. Tharrhalea L. Koch, 1875 - Nuova Guinea, Filippine, Madagascar, Celebes, Queensland, Australia settentrionale
158. Thomisops Karsch, 1879 - Africa, Cina
159. Thomisus Walckenaer, 1805 - cosmopolita, ad eccezione dell'America meridionale
160. Titidiops Mello-Leitão, 1929 - Brasile
161. Titidius Simon, 1895 - Brasile, Colombia, Guyana, Venezuela, Suriname
162. Tmarus Simon, 1875 - Americhe, Africa, regione paleartica, India, Filippine, Giava
163. Trichopagis Simon, 1886 - Gabon, Guinea, Sudafrica, Madagascar
164. Ulocymus Simon, 1886 - Brasile
165. Uraarachne Keyserling, 1880 - Brasile, Guyana francese
166. Wechselia Dahl, 1907 - Argentina
167. Xysticus C. L. Koch, 1835 - regione olartica, Etiopia, Nuovo Galles del Sud, Africa centrale e occidentale, Queensland
168. Zametopina Simon, 1909 - Vietnam, Cina
169. Zygometis Simon, 1901 - dalla Thailandia all'Australia, isola Lord Howe

### Generi fossili
Sono stati individuati anche i seguenti 14 generi esclusivamente fossili:
- Ecotona Lin, Zhang & Wang, 1989 - Cina, del Neogene
- Facundia Petrunkevitch, 1942 - ambra baltica, del Paleogene
- Fiducia Petrunkevitch, 1950 - ambra baltica, del Paleogene
- Filiolella Petrunkevitch, 1955a - ambra baltica, del Paleogene
- Heterotmarus Wunderlich, 1988 - ambra dominicana, del Neogene
- Komisumena Ono, 1981 - ambra dominicana, del Neogene
- Miothomisus Zhang, Sun & Zhang, 1994 - Cina, del Neogene
- Palaeoxysticus Wunderlich, 1985 - del Neogene
- Parvulus Zhang, Sun & Zhang, 1994 - Cina, del Neogene
- Succinaenigma Wunderlich, 2004ap - ambra baltica, del Paleogene
- Succiniraptor Petrunkevitch, 2004ao - ambra baltica, del Paleogene
- Syphax C. L. Koch & Berendt, 1854 - ambra baltica, del Paleogene
- Thomisidites Straus, 1967 - Willershausen, nella regione tedesca dell'Assia, del Neogene
- Thomisiraptor Wunderlich, 2004ap - ambra baltica, del Paleogene

## Generi trasferiti, sinonimi
1. Ascurisoma Strand, 1928[9] - Africa occidentale, Sri Lanka
2. Boliscodes Simon, 1909[10] - Vietnam
3. Lehtinelagia Szymkowiak, 2014[11] - Queensland, Nuovo Galles del Sud, Nuova Guinea
4. Parastephanops F. O. P.-Cambridge, 1900[12] - Panama, Cuba
5. Peritraeus Simon, 1895[13] - Sri Lanka
6. Plancinus Simon, 1886[14] - Uruguay
7. Pothaeus Thorell, 1895[15] - Myanmar
8. Takachihoa Ono, 1985[16] - Cina, Corea, Taiwan, Giappone
9. Tobias Simon, 1895[17] - Brasile, Bolivia, Perù, Guyana francese, Hispaniola, Panama
10. Zametopias Thorell, 1892[18] - Sumatra, Sudafrica

## Galleria d'immagini

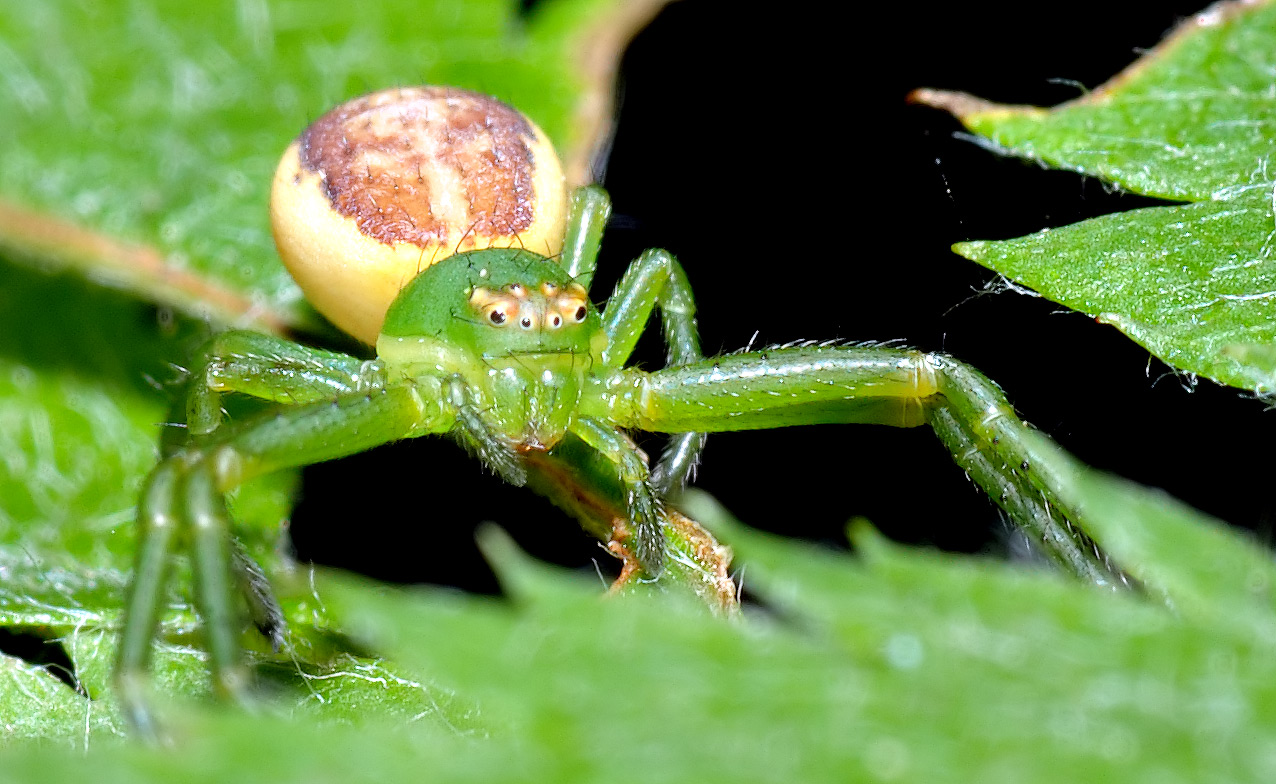
Diaea dorsata
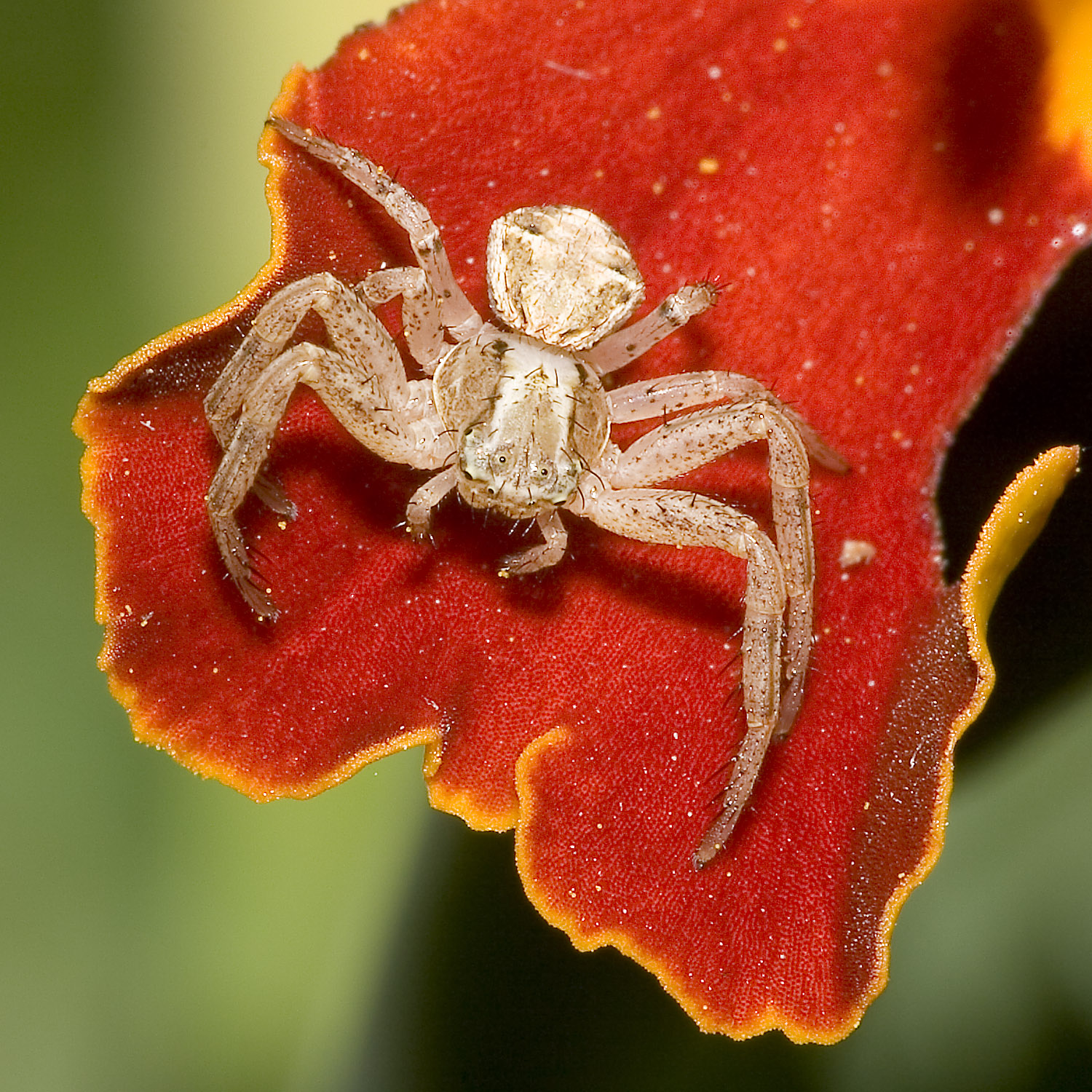
Un esemplare del genere Xysticus
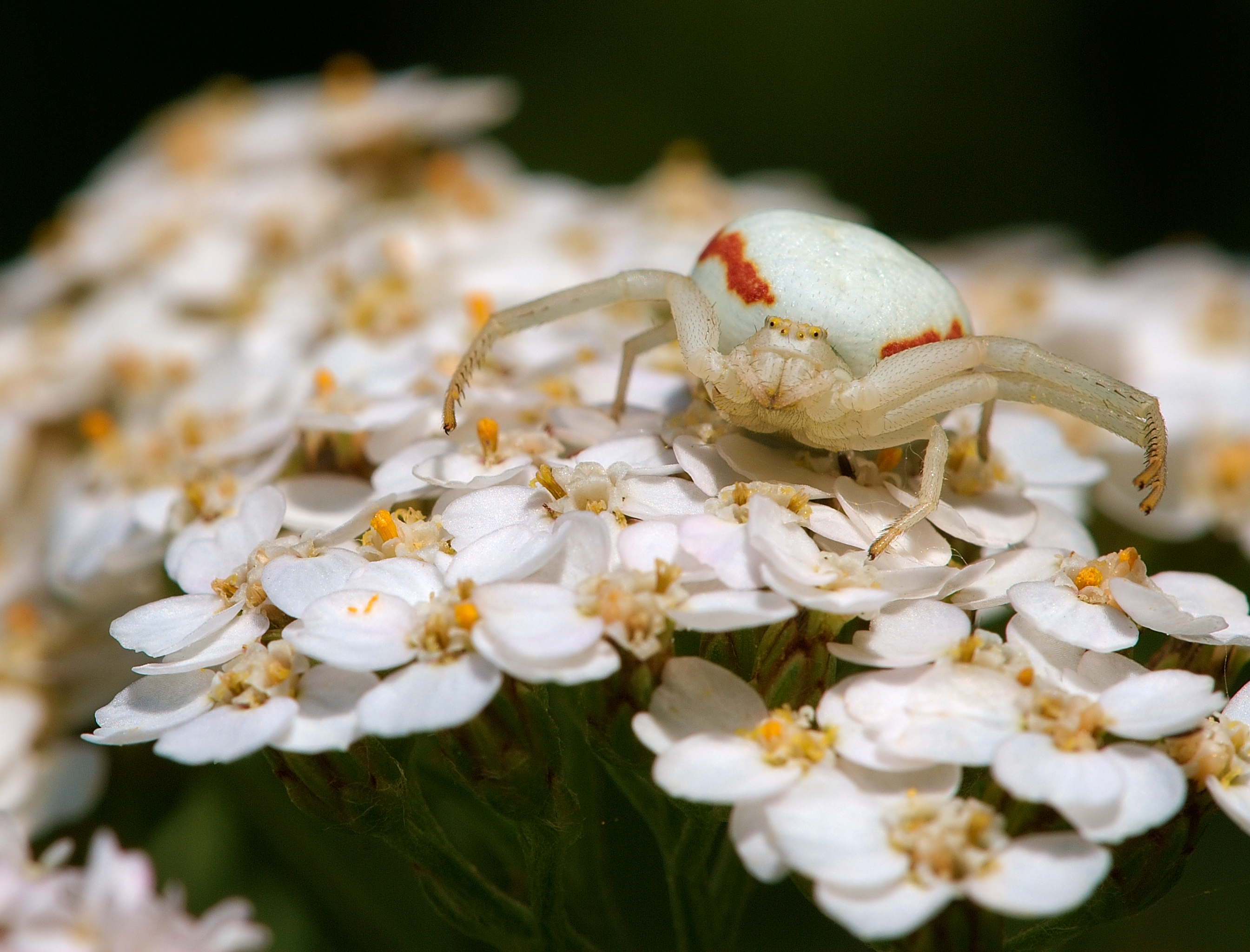
Femmina di Misumena vatia su un fiore di Achillea millefolium
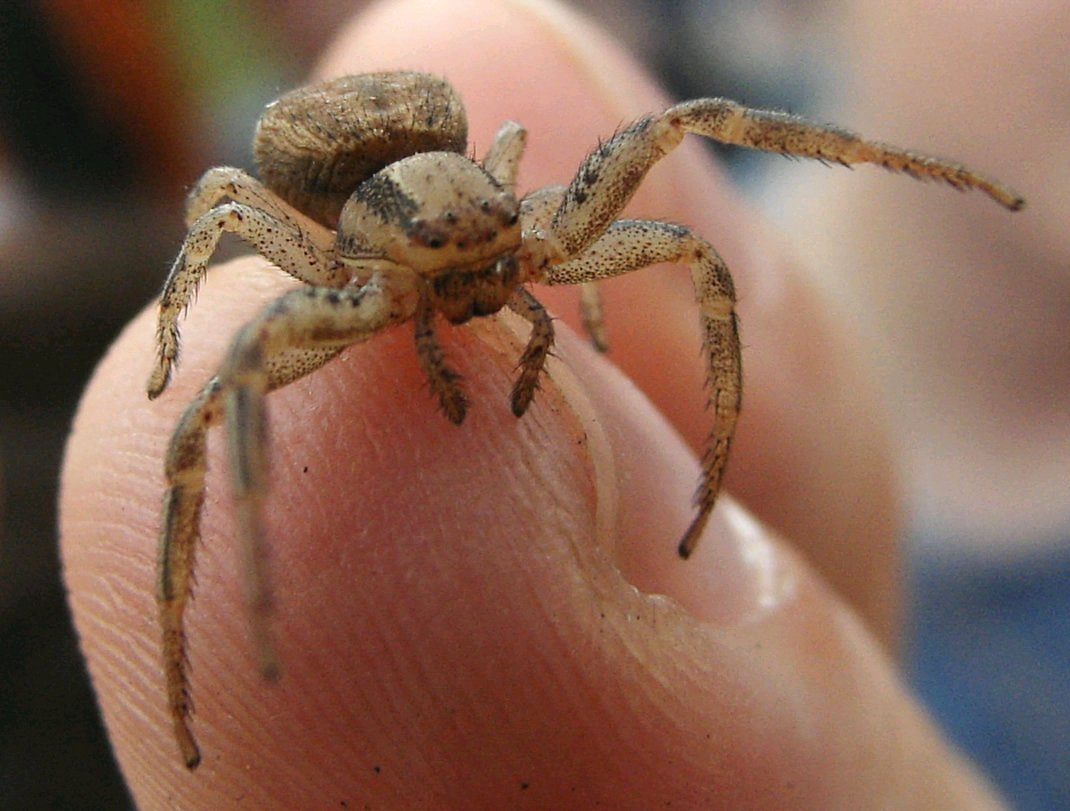
Ozyptila atomaria
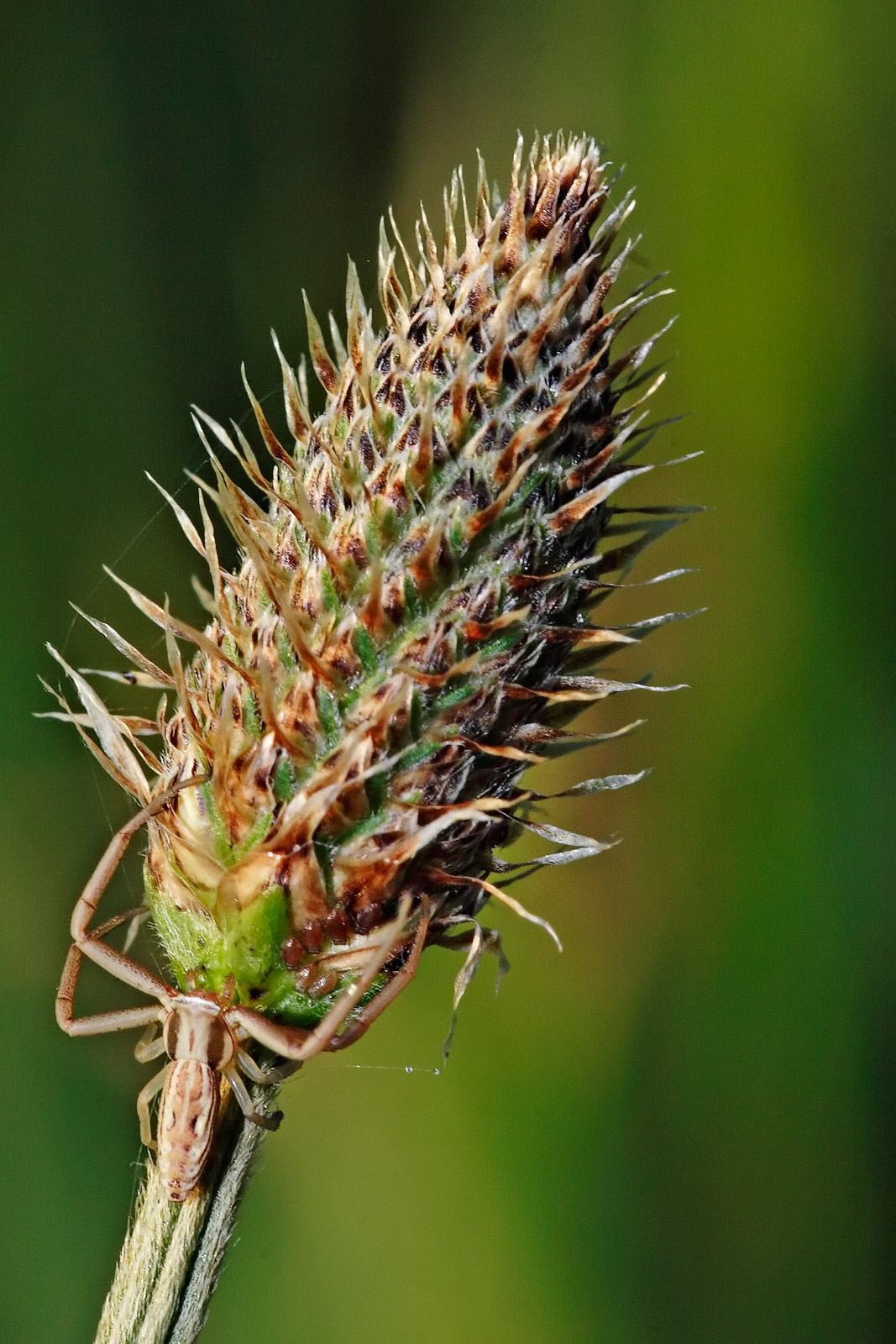
Runcinia acuminata
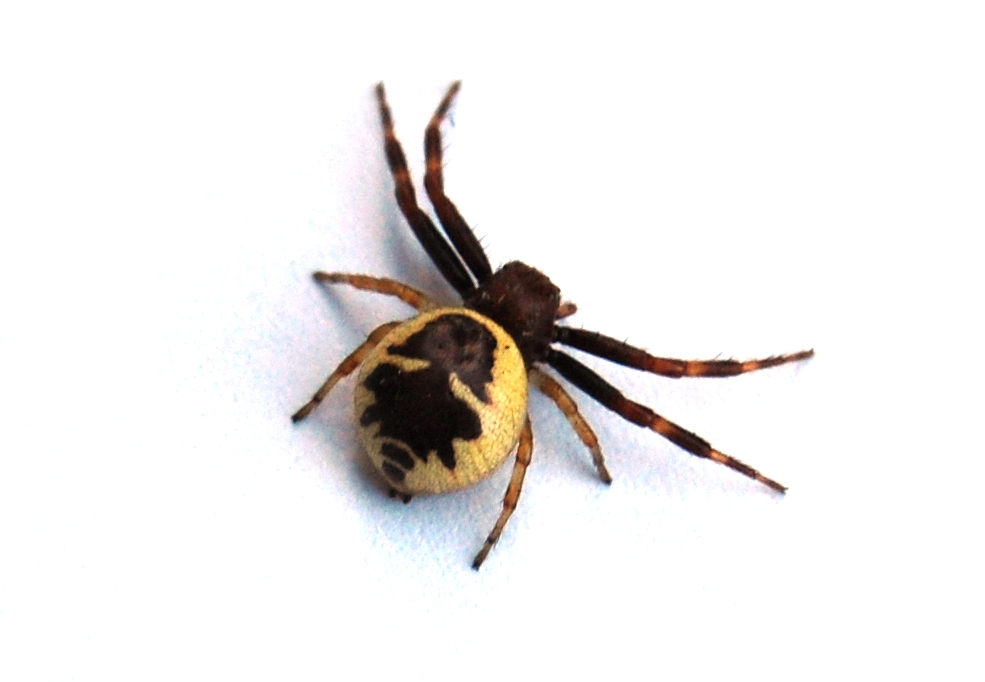
Synema globosum
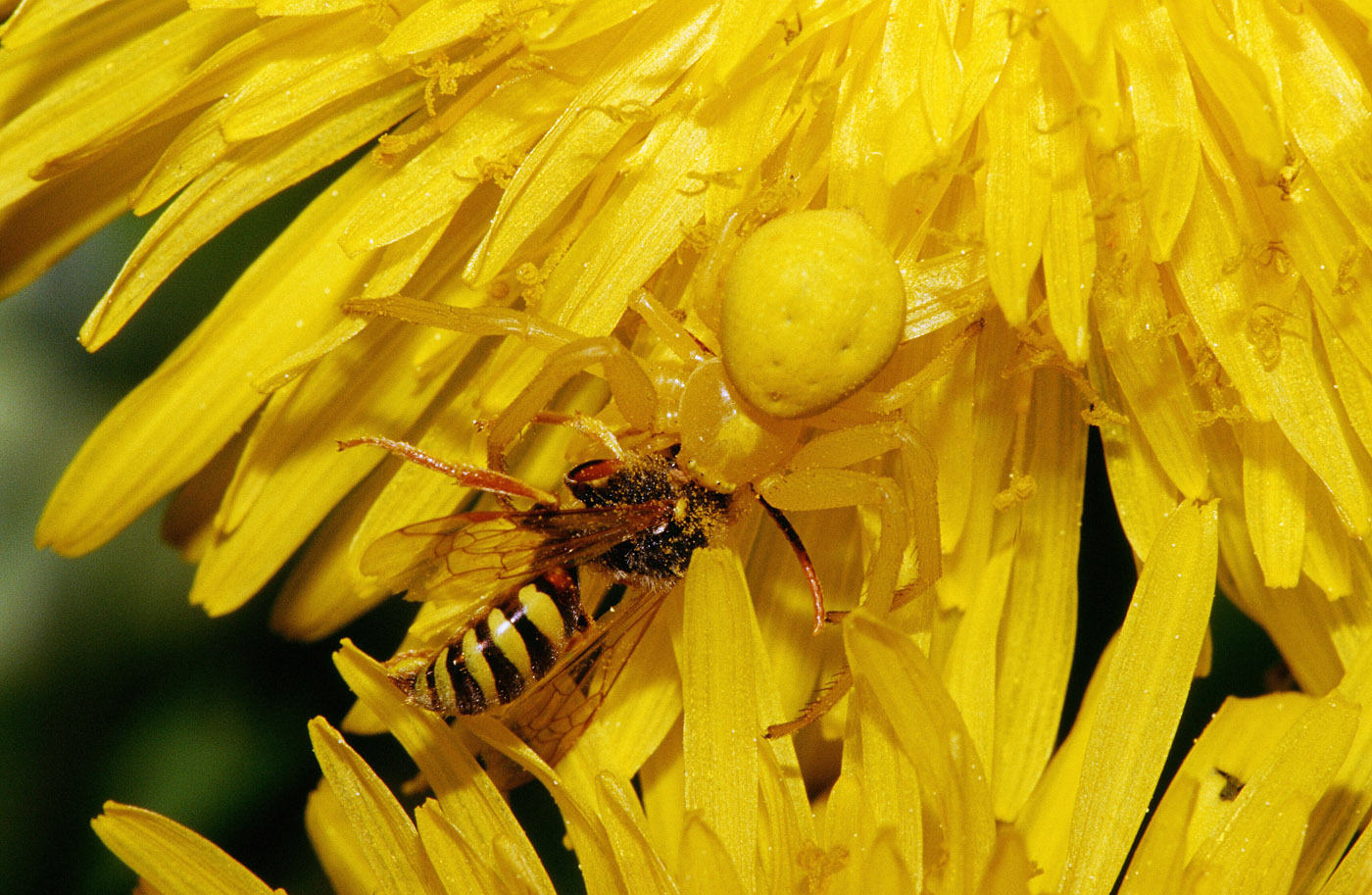
Misumena vatia con una vespa
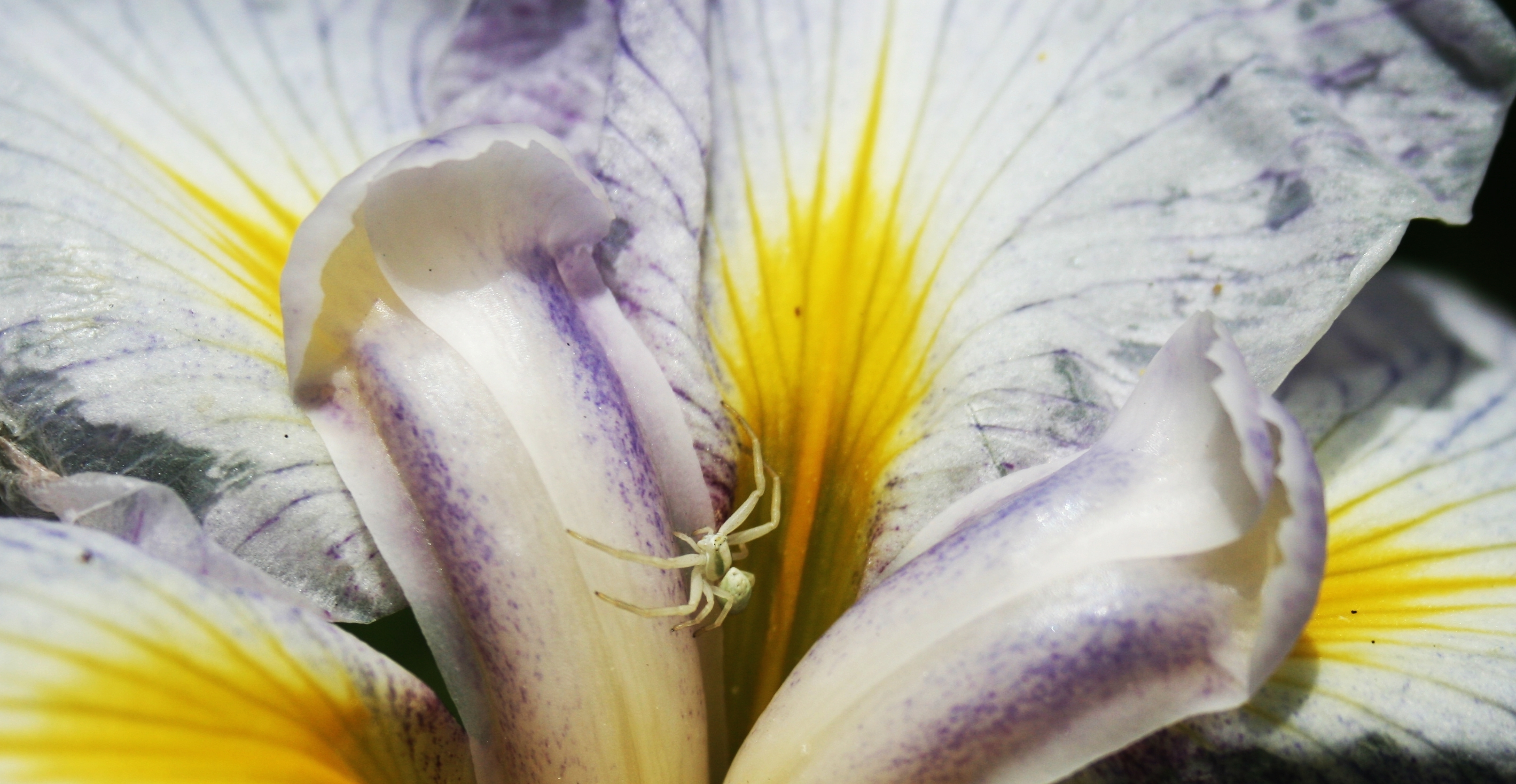
Tomiside su Iris